# Mitsubishi UFJ Financial Group
Mitsubishi UFJ Financial Group, Inc. (MUFG; 株式会社三菱UFJフィナンシャル・グループ Mitsubishi Yūefujei Finansharu Gurūpu?) – japońska grupa finansowo-bankowa z siedzibą w Chiyoda (Tokio) w Japonii. Z około 2,5 biliona USD (230 bilionów jenów) w marcu 2013 roku, była to druga co do wielkości grupa bankowa na świecie. Jest częścią grupy Mitsubishi.

## Historia
Historia grupy rozpoczyna się w 1880 roku, kiedy powstał Yokohama Specie Bank później przemianowany na Bank Of Tokyo. W tym samym roku powstał również The Mitsubishi Bank założony przez byłego samuraja Yataro Iwasaki. W 1919 roku, Bank Mitsubishi sfinansował rozwój zaibatsu Mitsubishi,  większość którego należy dziś do Mitsubishi Heavy Industries. W 1996 roku nastąpiło połączenie Mitsubishi Bank oraz Bank of Tokyo.
Grupa w obecnym kształcie powstała 1 października 2005 roku, po fuzji Mitsubishi Tokyo Financial Group (MTFG), wcześniej drugiej co do wielkości grupy bankowej w Japonii z UFJ Holdings, która zajmowała czwarte miejsce na liście największych holdingów bankowych.